# 位相的場の理論
位相的場の理論（いそうてきばのりろん）もしくは位相場理論（いそうばりろん）あるいはTQFTは、位相不変量を計算する場の量子論である。
TQFTは物理学者により開拓されたにもかかわらず、数学的にも興味を持たれていて、結び目理論や代数トポロジーの 4次元多様体の理論や代数幾何学のモジュライ空間の理論という他のものにも関係している。サイモン・ドナルドソン, ヴォーン・ジョーンズ, エドワード・ウィッテン, や マキシム・コンツェビッチ は皆、フィールズ賞 をとり、位相的場の理論に関連した仕事を行っている。
物性物理学では、位相的場の理論は、分数量子ホール効果や、ストリングネット凝縮状態や他の強相関量子液体状態のような、トポロジカル秩序の低エネルギー有効理論である。

## 概要
位相的場の理論では、相関関数が時空の計量に依存しない。このことは、（トポロジーを変えない範囲で）時空の形が変わっても理論自体は不変であることを意味する。もし時空が曲がったり、収縮したりした場合でも、相関関数は変化しない。結局、それらは位相不変量となる。
位相的場の理論は素粒子物理学で使われるミンコフスキー時空にはさほど興味はない。ミンコフスキー空間は、可縮な空間であるから、その上の TQFT は自明な位相不変量のみの計算結果となる。結局、TQFTは普通、例えばリーマン面のような、曲がった時空上で研究される。知られている位相的場の理論の大半は、5次元未満の時空の上で定義されている。いくらか高い次元の理論も存在しそうであるが、あまりよく知られてはいない。
量子重力は（ある適当な意味で）背景独立であると信じられていて、TQFT は背景独立な場の量子論の例を提供する。これはこのクラスのモデルの理論的な研究を前進させるという証である。
(注意事項： TQFT は有限の自由度しか持たないと言われることがある。これは基本的な性質ではない。物理学者や数学者が研究している例の大半は、これが有限の自由度を持つこということがあるが、しかし、必ずしも有限の自由度を持つ必要はない。もし無限次元の射影空間をターゲット空間とする位相的シグマモデルが定義されたとすれば、それは可算無限個の自由度を持つ位相的場の理論である。

## 位相的場の理論のタイプ
知られている位相的場の理論は、2つの一般的なクラスへ分けられる。ひとつはシュワルツタイプの TQFT であり、もうひとつはウィッテンタイプの TQFT である。ウィッテンタイプの TQFT はコホモロジカルな場の理論としても知られている。(Schwarz 2000) を参照。

### シュワルツタイプ TQFT
シュワルツタイプ TQFTでは、系の相関函数あるいは分配函数は、計量独立な作用汎関数の経路積分として与えられる。例えば、BFモデル(BF model)では、時空は2次元多様体 M であり、観測量は2-形式 F と補助スカラー場 B とそれらの微分から構成される。（経路積分を決定する）作用は、
{\displaystyle S=\int _{M}BF\,}
である。時空の計量はこの理論には全く現れないので、理論は明らかに位相的な不変である。位相場理論の最初の例はシュワルツによる1977年に提出された例であり、作用汎関数は
{\displaystyle \int _{M}A\wedge dA}
である。もうひとつ、さらに有名な例がチャーン・サイモンズ理論であり、この理論は結び目不変量を計算することができる。一般には、分配関数は計量に依存するが、上記の例では計量とは独立であることが示されている。

### ウィッテンタイプ TQFT
ウィッテンタイプの位相理論の最初の例は、1988年のウィッテンの論文(Witten 1988a)に現れ、それでは4次元の位相的なヤン＝ミルズ理論である。その作用汎関数は時空の計量 {\displaystyle g_{\alpha \beta }} を含んでいるが、位相的ツイストした後では、計量独立となることが分かる。系のエネルギー・運動量テンソル {\displaystyle T^{\alpha \beta }} の計量独立性は、BRST作用素が閉じているか否かにかかっている。ウィッテンの例の後に、位相的弦理論で多くの例が発見されている。
ウィッテンタイプの位相場理論は、次の条件を満す場合に成立する。
1.TQFTの作用 {\displaystyle S} が対称性を持つこと、つまり、{\displaystyle \delta } が対称性変換を表しているとすると（例えば、リー微分）、{\displaystyle \delta S=0} を満すこと。
2.対称性変換が完全であること、つまり、{\displaystyle \delta ^{2}=0} であること。
3.観測可能量 {\displaystyle O_{1},\dots ,O_{n}} が存在して、すべての {\displaystyle i\in \{1,\dots ,n\}} に対して {\displaystyle \delta O_{i}=0} を満すこと。
4.エネルギー・運動量テンソル（もしくは、同様の物理量）が、任意のテンソル {\displaystyle G^{\alpha \beta }} に対して {\displaystyle T^{\alpha \beta }=\delta G^{\alpha \beta }} の形をしていること。
例として、{\displaystyle \delta ^{2}=0} を満すような外微分（リー微分）を持つ 2-形式の場 {\displaystyle B} がある。この場合には、
{\displaystyle \delta S=\int _{M}\delta (B\wedge \delta B)=\int _{M}\delta B\wedge \delta B+\int _{M}B\wedge \delta ^{2}B=0}
であるので、作用 {\displaystyle S=\int _{M}B\wedge \delta B} は対称性を持っている。さらに、（{\displaystyle \delta } が {\displaystyle B} と独立であり、汎函数微分へ同じように作用するという条件の下で）
{\displaystyle {\frac {\delta }{\delta B^{\alpha \beta }}}S=\int _{M}{\frac {\delta }{\delta B^{\alpha \beta }}}B\wedge \delta B+\int _{M}B\wedge \delta {\frac {\delta }{\delta B^{\alpha \beta }}}B=\int _{M}{\frac {\delta }{\delta B^{\alpha \beta }}}B\wedge \delta B-\int _{M}\delta B\wedge {\frac {\delta }{\delta B^{\alpha \beta }}}B=2\int _{M}\delta B\wedge {\frac {\delta }{\delta B^{\alpha \beta }}}B}
を満す。{\displaystyle {\frac {\delta }{\delta B^{\alpha \beta }}}S} という表現は、別な 2-形式 {\displaystyle G} を持つような {\displaystyle \delta G} に比例することを意味する。
ここで、対応するハール測度に対する観測可能量 {\displaystyle <O_{i}>:=\int d\mu O_{i}e^{iS}} の平均は、幾何学的な場 {\displaystyle B} に対し独立であるので、位相的である。
{\displaystyle {\frac {\delta }{\delta B}}<O_{i}>=\int d\mu O_{i}i{\frac {\delta }{\delta B}}Se^{iS}\propto \int d\mu O_{i}\delta Ge^{iS}=\delta (\int d\mu O_{i}Ge^{iS})=0}.
第三の同号は、{\displaystyle \delta O_{i}=\delta S=0} と対称性変換の下ではハール測度は不変であるという事実を使った。{\displaystyle \int d\mu O_{i}Ge^{iS}} は数値でしかないので、リー微分はこれへ適用すると 0 となる。

## 数学的定式化

### 元来のアティヤ-セーガルの公理化
マイケル・アティヤは、グラミエ・セーガルの提案した共形場理論の公理（後日、セーガルは、(Segal 2001) にまとめた)や、ウィッテンの超対称性の幾何学的な意味についての考え方(Witten 1982)に動機付けられて、一連の位相的場の理論の公理を示唆した(Atiyah 1988)。アティヤの公理系は、微分可能写像（位相同型写像、もしくは、連続写像）で境界を張り合わせることで構成されるが、一方、セーガルの公理系は、共形写像で構成されている。シュワルツタイプは、ウィッテンタイプの全体をとらえていることが明らかではないにもかかわらず、これらの公理ではシュワルツタイプのほうが、数学的にはうまく取り扱われた。基本的なアイデアは、TQFT とは、あるコボルディズムの圏からベクトル空間の圏への函手であるということである。
実際、Atiyahの公理と呼ばれて当然である公理系には、2つの異なったセットがあり、基本的には、TQFTを研究するときに一つの固定した n 次元リーマン／ローレンツ時空 M を考えるのか、それとも全ての n 次元の時空を同時に考えるのかの違いがある。
{\displaystyle \Lambda } を単位元 1 を持つ可換環とする。（現実には、ほとんどの場合、Λ として Z, R もしくは C としている。）元々、アティヤは以下に見るように基礎となる環 {\displaystyle \Lambda } の上で定義された d 次元の位相的場の理論の公理を提案している。
この提案は、位相空間の圏としても特徴付けに似ている。
(A) 向きづけられた閉じた d 次元微分可能多様体 {\displaystyle \Sigma } と結びついた有限生成 {\displaystyle \Lambda }-加群 {\displaystyle Z(\Sigma )} (ホモトピー性の公理に対応),
(B) 向きづけられた (d+1) 次元微分可能多様体（境界を持つ）{\displaystyle M} と結びついた元 {\displaystyle Z(M)\in Z(\partial M)} (加法性公理に対応).
これらのデータは次のような公理となる。
(1) {\displaystyle Z} は {\displaystyle \Sigma } と {\displaystyle M} の微分同相については 函手的(functorial) である。
(2) {\displaystyle Z} は 対合(involutory)的、すなわち、{\displaystyle Z(\Sigma ^{*})=Z(\Sigma )^{*}} である。ここに {\displaystyle \Sigma ^{*}} は向きづけを逆にした {\displaystyle \Sigma } であり、{\displaystyle Z(\Sigma )^{*}} で双対加群を表すことにする。
(3) {\displaystyle Z} は 乗法的(multiplicative)である.
さらに、アティヤは2つの公理(4)と(5)をこれらに加えた。
(4) d 次元の空な多様体について {\displaystyle Z(\phi )=\Lambda } とし、(d+1) 次元の空な多様体については {\displaystyle Z(\phi )=1} とする。
もしも閉じた多様体 {\displaystyle M} 対し {\displaystyle Z(M)} を {\displaystyle M} の数値的不変量とみなすと、境界を持つ多様体に対し {\displaystyle Z(M)\in Z(\partial M)} を｢相対的｣不変量と考えることができる。{\displaystyle f:\Sigma \times I\rightarrow \Sigma \times I} を微分同相を保つ向きづけで、{\displaystyle \Sigma \times I} の端を {\displaystyle f} により同一視する。これが多様体 {\displaystyle \Sigma _{f}} を与え、この公理は
{\displaystyle Z(\Sigma _{f})={\text{Trace}}\Sigma (f)}
ということを意味している。ここに {\displaystyle \Sigma (f)} は {\displaystyle Z(\Sigma )} の引き起こされた自己同型である。
(5) {\displaystyle Z(M^{*})={\overline {Z(M)}}} である。(エルミート性公理)　同値であるが、{\displaystyle Z(M^{*})} が {\displaystyle Z(M)} の随伴作用素である。
境界 {\displaystyle \Sigma } を持つ多様体 {\displaystyle M} に対し、共通部分 {\displaystyle M\cup _{\Sigma }M^{*}} が常に常に閉じた多様体とできることに注意すると、(5) は、
{\displaystyle Z(M\cup _{\Sigma }M^{*})=|Z(M)|^{2}}
であることを示している。この右辺はエルミートな（不定値でもよいが）計量でのノルムとなっている。

### 物理との関係
物理的には (2)+(4) は相対論的な不変性に関連していて、一方 (3)+(5) は理論の量子的性質を示している。
{\displaystyle \Sigma } は物理的な空間を表していることを意図していて (標準的な物理では d = 3 )、{\displaystyle \Sigma \times I} の中の余剰次元は｢虚｣時間である。空間 {\displaystyle Z(M)} は量子論のヒルベルト空間であり、ハミルトニアン {\displaystyle H} を持つ物理的理論は、時間発展作用素　{\displaystyle e^{itH}} 、もしくは｢虚時間｣作用素　{\displaystyle e^{-tH}}を持っている。｢位相的｣量子場理論は {\displaystyle H=0} の時であり、このことはシリンダー {\displaystyle \Sigma \times I} に沿った実際の力や（波の）伝播はないことを意味している。しかしながら、境界 {\displaystyle \partial M=\Sigma _{0}^{*}\cup \Sigma _{1}} を持ち、{\displaystyle \Sigma _{0}} から {\displaystyle \Sigma _{1}} の間に介在する多様体 {\displaystyle M} を通して、非自明な｢伝播｣（もしくはトンネル振幅）がありうる。これは {\displaystyle M} のトポロジーを反映している。
もし {\displaystyle \partial M=\Sigma } であれば、ヒルベルト空間 {\displaystyle Z(\Sigma )} の中のベクトル {\displaystyle Z(M)} は、{\displaystyle M} により定義された 真空期待値 と考えることができる。閉じた多様体 {\displaystyle M} に対して、数値 {\displaystyle Z(M)} は真空期待値である。統計力学とのアナロジーでは、分配関数と呼ばれる。
ゼロハミルトニアンを持つ理論がなぜうまく定式化されるかの理由は、場の量子論(QFT)への経路積分のアプローチにある。これは相対論的な不変性 (これが (d+1) 次元の｢時空｣を提供するのあるが) とあいまって、理論が形式的に適当なラグランジアン -つまり理論の古典場の汎関数を書き下すことにより定義される。時間に関しての形式的な第一微分を意味するラグランジアンは、ゼロハミルトニアンを導出するが、ラグランジアン自体は {\displaystyle M} のトポロジーにハミルトニアンを関連付ける非自明な様子を呈するかもしれない。

### アティヤの例
1988年、アティヤは当時考えられていた位相的量子場の新しい例を書いた論文を提出した。(Atiyah 1988) この中には、いくつかの新しい位相的不変量と新しい考え方がのべられている。それらは、キャッソン不変量やドナルドソン不変量やグロモフの理論、フレアーホモロジーやジョーンズ-ウィッテン理論である。
d = 0 の場合には、空間 {\displaystyle \Sigma } は有限個の点からなる。一つの点には、ベクトル空間 {\displaystyle V=Z(point)} が結び付いていて、n-個の点には n 重のテンソル積 : {\displaystyle V^{\otimes n}=V\otimes V\otimes \cdots \otimes V}が結びつている。対称群 {\displaystyle S_{n}} は {\displaystyle V^{\otimes n}} 上に作用する。量子論のヒルベルト空間を得る標準的な方法は、古典的なシンプレクティック多様体 (もしくは相空間) を与え、それを量子化する。対称群 {\displaystyle S_{n}} をコンパクトリー群 {\displaystyle G} へ拡張し、直線束からできるシンプレクティック構造の｢可積分｣な軌道を考えると、量子化は {\displaystyle G} の {\displaystyle V} 上への既約表現を導く。これはボレル-ヴェィユの定理もしくはボレル-ヴェィユ-ボットの定理の物理解釈となる。これらの理論のラグランジアンは古典作用 (直線束のホロノミー)である。このようにして、次元が d = 0 の位相的量子場の理論は自然にリー群や対称群の古典的表現論に関係している。
d = 1 の場合は : コンパクトなシンプレクティック多様体 {\displaystyle X} の中の閉ループによって与えられる周期的な境界条件を考える。(Witten 1982)に従うと、そのようなループの周るホロノミーは、d = 0 のときにラグラジアンとして使ったように、ハミルトニアンを変形することに使われる。閉じた曲面 {\displaystyle M} に対し、理論の不変量 {\displaystyle Z(M)} は、グロモフの意味で（もし {\displaystyle X} がケーラー多様体であれば、通常の正則写像である)、擬正則写像の数である。もしこの数が無限大となる、つまり｢モジュライ｣があるとき、{\displaystyle M} 上のデータを固定する必要がある。これは、いくつかの点 {\displaystyle P_{i}} をとり、{\displaystyle f(P_{i})} を決まった超平面に固定する正則写像 {\displaystyle f:M\rightarrow X} を考えることで可能となる。(Witten 1988b)はこの理論の適当なラグランジアンを書き下した。フレアーは(Witten 1982)のモース理論のアイデアに基づき、厳密に扱うフレアーホモロジーを考案した。境界条件が周期的であることに代り、区間である場合には、経路の最初の端点と最後の端点は2つのラグランジュ部分多様体の上にある。この理論は、グロモフ・ウィッテン不変量の理論として発展した。
他の例は、正則な共形場理論であり、1988年当時はヒルベルト空間が無限次元であるため厳密な量子場理論ではなかったかもしれない。共形場理論もコンパクトリー群 {\displaystyle G} に関連していて、そこでは古典的な相空間はループ群 {\displaystyle LG} の中心拡大からなる。これらを量子化すると、{\displaystyle LG} の既約な（射影的）表現論のヒルベルト空間が生成される。ここで群 {\displaystyle Diff_{+}(S^{1})} は対称群にとってかわり、重要な役目を果たす。そのような理論の分配関数は、複素構造に依存していて、純粋にトポロジカルではない。
d = 2 の場合の最も重要な理論はジョーンズ-ウィッテン理論である。そこでは、古典的な相空間は、閉曲面 {\displaystyle \Sigma } に結び付いていて、{\displaystyle \Sigma } の上の平坦 {\displaystyle G}-バンドルのモジュライ空間である。ラグランジアンは（枠付きである）3-次元多様体の上の {\displaystyle G}-接続のチャーン・サイモンズ形式の整数倍である。整数倍の整数 {\displaystyle k} はレベルとも呼ばれ、理論のパラメータであり、{\displaystyle k\rightarrow \infty } は古典極限を与える。この理論は自然に d = 0 の理論と結合し、｢相対的」な理論を生成する。詳細はウィッテンにより示され、3-球内の（枠付き）絡み目の分配関数は、まさに適当な単位根に対するジョーンズ多項式の値になる。理論は適当な円分体の上で定義することができる。境界を持ったリーマン面を考えると、この理論は、d = 0 に結合した d = 2 理論の代りに、d = 1 の共形理論になっている。この理論はジョーンズ-ウィッテン理論として発展し、結び目理論と量子論を結ぶ契機となったことが分かる。
d = 3 の場合は、ドナルドソンが {\displaystyle SU(2)} インスタントンのモジュライ空間を使い、微分可能な 4次元多様体の整数不変量を定義した。これらの不変量は第二ホモロジーの上の多項式である。このように4次元多様体は、{\displaystyle H_{2}} の対称代数からなる余剰なデータを持っている必要がある。 (Witten 1988a) はドナルドソン理論を形式的に再現する超対称性を持つラグランジアンを提示した。ウィッテンの公式はガウス-ボネの定理(Gauss-Bonnet theorem)の無限次元での類似と考えることができるかもしれない。後日、この理論はさらに発展し、{\displaystyle N=2} の超対称性を持つ4次元の {\displaystyle SU(2)} ゲージ理論は、{\displaystyle U(1)} に還元できるというサイバーグ-ウィッテン理論となっていく。この理論のハミルトニアンのバージョンは、フレアーにより3-次元多様体の接続の作る空間のことばで研究された。フレアーはジョーンズ-ウィッテン理論のラグランジアンであるチャーン-サイモンズ汎関数を使い、ハミルトニアンを変形した。詳細は (Atiyah 1988) を参照のこと. (Witten 1988a) もまた、どのように d = 3 の理論と d = 1 の理論が互いに関連しているかを示していて、これはジョーンズ-ウィッテン理論の d = 2 と d = 0 の理論の関係に酷似している。
さて、固定した次元で考えるのではなく、同時に全ての次元を考えると、位相的場の理論は函手とみなすことができる。

### 固定した時空の場合
{\displaystyle Bord_{M}} を、射(morphism)が M の n 次元部分多様体であり、対象がそのような部分多様体の境界の連結な成分であるようなカテゴリとする。M の部分多様体を通してホモトピックであれば、2つの射は同値とみなし、そのことにより商カテゴリを {\displaystyle hBord_{M}} とすると、{\displaystyle hBord_{M}} の対象(object)は {\displaystyle Bord_{M}} の対象となり、{\displaystyle hBord_{M}} の射は {\displaystyle Bord_{M}} の射のホモトピー同値類である。M の位相的場の理論とは、{\displaystyle hBord_{M}} からベクトル空間のカテゴリへの対称モノイダル函手である。
もし、境界が一致するのであれば、コボルディズムは互いに縫い合わせて、新しいボルディズムを生成することに注意すると、コボルディズムのカテゴリの射の合成律であることが分かる。合成律を保持することが函手には要求されるので、互いに縫い合わせた射に対応する線型写像は、まさに各々の部品の線型写像の合成に他ならない。
2次元の位相的場の理論のカテゴリと可換なフロベニウス代数のカテゴリの間にはカテゴリ同値がある。

### 同時に全ての n 次元時空を考える

パンツのペア は(1+1) 次元ボルディズムで、2 次元TQFTの積もしくは余積に対応している。

全ての時空を同時に考える、{\displaystyle hBord_{M}} をより大きなカテゴリで置き換える必要がある。{\displaystyle Bord_{n}} をボルディズムのカテゴリとする。すなわち、射が境界を持った n-次元多様体であり、対象(object)が n 次元多様体の境界の連結成分であるようなカテゴリとする。(任意の {\displaystyle (n-1)}-次元多様体が {\displaystyle Bord_{n}} 対象(object)として現れるかもしれない) 上のように、2つの射が {\displaystyle Bord_{n}} の中で同値とは、それらがホモトピックであり、商カテゴリ {\displaystyle hBord_{n}} を形成する場合をいう。{\displaystyle Bord_{n}} はそれらの直和から作られるボルディズムへ2つのボルディズムを持っていく操作の下にモノイダル函手である。すると n-次元多様体上の位相的場の理論は、{\displaystyle hBord_{n}} からベクトル空間のカテゴリへの函手である。そのときは、ベクトル空間のテンソル積をボルディズムの直和とすることで構成される。 
例えば、(1+1) 次元ボルディズム (1次元多様体の間の2次元ボルディズム)に対して、パンツのペアに結び付く写像は、積もしくは余積をもたらし、境界の成分がどのようにグループ化されるかとは独立である – 可換もしくは余可換である。一方、ディスクに結び付いた写像は、コユニット (トレース) もしくはユニット (スカラー)をもたらし、境界のグループ化とは独立であるので、(1+1) 次元の位相的場の理論は、フロベニウス代数に対応する。
さらに最近、上記のボルディズムで関係づけられた4次元、3次元、2次元の多様体を同時に考えることで、豊富で重要な例が得られている。

### その後の発展
位相的場の理論の発展をみると、それが非常に多くの応用を持っていることが分かる。応用先は、サイバーグ-ウィッテン理論や位相的弦理論、結び目理論と量子論との関係や量子結び目不変量である。さらに、数学と物理の双方の非常に興味深い対象を提供している。
最近の非常に興味をもたれていることとして、位相的場の理論の非局所作用素がある。(Gukov & Kapustin (2013))　弦理論を基本的なものとすると、非局所的な位相場理論を計算可能な局所弦理論で充分な近似することができる非物理的モデルと見なすことができる。